# Зорка Симић-Миловановић
Зорка Симић-Миловановић (1901 — 1973) била је прва жена школовани кустос односно музеолог у Србији.

## Биографија
Рођена је у селу Рогача надомак Сопота 1901. године. Основну школу и Гимназију  завршила је у Београду. После Првог светског рата и положене матуре постављена је за асистента у Народном музеју у Београду, где је руководила библиотеком и обављала правно-административне послове. Занимљиво је напоменути и да је за време аустроугарске окупације З. Симић-Миловановић радила на истим пословима у Народном музеју али као гимназијалка. Студирала је на Филозофском факултету у Београду на којем је дипломирала из XXII групе наука, како се то тада називало, у којој су се налазили предмети: историја уметности, општа историја, историја српског народа и француски језик. Након факултета наставила је приватно студије сликарства код Јована Бјелића.
У лето 1930. године положила је државни испит и постала наш први женски кустос, како је лист Политика, својевремено, писао о њој. Након тога се посветила научно-истраживачком раду, интересовала се за класичне и средњовековне споменике, а посебно за новију српску историју уметности. Много времена је провела у раду на терену, а у циљу даљег образовања, уз помоћ државе, дуже је боравила и Француској, Италији и Немачкој.
Принудно је пензионисана 1936. године, али, упркос томе, наставља делатност као научник и културно-просветни чиновник. Предаје општу историју уметности у Уметничкој школи и цртање у једној београдској гимназији. Одржала је велики број предавања о средњовековној историји уметности и уметности новијег доба на Народном универзитету, у Колу српских сестара, Удружењу универзитетских образованих жена, Матици српској у Новом Саду, Јеврејској читаоници и многим другим установама и друштвима.
За време окупације у Другом светском рату, због антифашистичких уверења није прихватила понуду да ради. Након рата, враћена је у службу као кустос музејске Галерије слика. У част прве годишњице ослобођења приредила је изложбу српског сликарства XVIII и XIX века којом је Народни музеј поново, званично, отворен. Била је управник Музеја града Београда 1950-1959. године и идејни творац, организатор и први уредник музејског гласила, Годишњак Музеја града Београда.
Одбранила је докторску дисертацију из области историје и теорије уметности на Свеучилишту у Загребу 1957. године.